# Roberto Montanari
Roberto Montanari (Ravenna, 19 de julio de 1937-Vicenza, 10 de agosto de 2017) fue un pintor italiano del siglo XX y XXI. 
Conocido como "El Pintor de los Toros", pintaba sobre todo toros y paisajes españoles, cuenta con casi 300 exposiciones entre Italia y el extranjero.
Está incluido en el patrimonio cultural de Italia y del Emilia-Romaña y tiene obras en varios museos, como la Pinacoteca de Faenza, el museo del Giorgione en Castelfranco Véneto y en la Galería de Artes Figurativas Contemporáneas en Vaticano. 

## Reseña biográfica
Roberto Montanari nació el 19 de julio de 1937 en Ravenna, Italia.  
Al estallar la Segunda Guerra Mundial, fue raptado por los nazis con solo 3 años, pero consiguió ser liberado porque, al tener ojos azules y pelo rubio, los alemanes lo creyeron uno de ellos. Esta experiencia hizo tomar conciencia a Montanari de la importancia de ser libre y fuerte frente a las dificultades.  
Pasó su juventud en Ravenna y se enamoró de España después de haber visto la película "Sangre y Arena".  
Terminada la Academia de Bellas Artes de Ravenna, en los primeros años Sesenta se fue a estudiar los impresionistas en Francia, pero los que lo seguían fascinando eran los pintores españoles del siglo XX, sobre todo Picasso, Miró y Dalí, ya que Roberto Montanari estaba convencido de que ese siglo estaría dominado por los pintores españoles.  
Por esto se mudó a Madrid, donde estudió en la Academia de Bellas Artes alojando en el Hotel Metropolitan de la Gran Vía y ganándose la vida vendiendo sus primeros dibujos y donde conoció en 1966 a Salvador Dalí del que fue discípulo y gran admirador por toda su vida. Siempre en Madrid conoció al torero Gitanillo de Triana II, que en aquellos años toreó incluso con Manolete, y que, fascinado por los dibujos de toros de Montanari, lo nombró "El Pintor de Los Toros". 
Después de unos cuantos años, volvió a Italia y se casó con una compañera de academia, Margherita, en Bolonia. En 1967 los dos se mudaron a Ravenna donde abrieron una galería de arte que llamaron "La Catedral" que albergaba obras de varios pintores además de las de Montanari. Sin embargo, la obra de Montanari no gozó de la simpatía del público por sus sujetos españoles (escenas taurinas, flamenco, fiestas como el encierro de San Fermín, calles andaluzas...), incluso su antiguo profesor de la Academia de Ravenna le dijo de cambiar tema y pintar escenas agrestes de la campaña italiana y la Caveja, el gallo símbolo de la Romaña. Fue en aquellos años que Roberto Montanari empezó también a frecuentar el escritor Pier Paolo Pasolini, el pintor Antonio Barrera y otros intelectuales de la época.  
Sin poder renunciar a su propia pintura, maduró la decisión de mudarse a Vicenza, la ciudad del arquitecto Andrea Palladio, ayudado por su amigo Héctor Puricelli, que en aquellos años entrenaba el Lane Rossi Vicenza, siendo Montanari un gran apasionado de fútbol.  
En 1972 abrió otra galería de arte, esta vez personal, que llamó "El Matador", donde fue colocada una placa en su memoria, y que llegó a ser el centro cultural de la ciudad, ya que periódicamente organizaba reuniones con personajes siempre diferentes para unir el arte con el deporte, la música, el teatro, el cine. 
Es en una de estas ocasiones que el amigo y coleccionista de Montanari Sergio Leone declaró que iba a rodar la película "Érase una vez en América".
En 1976 El Semanal "Oggi" acudió a Roberto Montanari para hacer la que será la última entrevista de la prensa italiana a Salvador Dalí, que en aquellos años raramente se hacía entrevistar. "El Pintor de Los Toros" aceptó pero a pacto que fuera un periodista amigo suyo y no un crítico de arte a hacer el interrogatorio y por esto se hizo un reportaje distinto e informal de Dalí. El Semanal "Oggi" dio las gracias públicamente a Montanari.
En Vicenza conoció al pintor Virgilio Guidi con el cual tuvo una fuerte amistad intelectual y que llegó a definir Roberto Montanari "el pintor de los toros y de la luz", "fuera de las categorías existentes, pero dentro de la grande superficie de las posibilidades expresivas". 
En los años Ochenta continuó su actividad con varias exposiciones y frecuentando otros pintores, como Franco Gentilini, Domenico Purificato, Pietro Annigoni y Ernesto Treccani y Roberto Sebastián Matta. Algunos de ellos participaron también en exposiciones benéficas organizadas por el mismo Montanari para restaurar monumentos antiguos, ayudar a las víctimas de terremoto, los pobres, los niños de Chernóbil, etc. 
En 1981 Roberto Montanari sufrió un tumor cerebral que le estaba dañando la vista y fue operado por un neurocirujano amigo suyo con el cual compartía la pasión para la pintura; Montanari no perdió el ánimo y después de varias terapias volvió a pintar y en el 1982-1992 fueron publicadas varias monografías
El 20 de noviembre de 1985 fue recibido por el Papa Juan Pablo II al que entregó el cuadro "La Gran Via Crucis". Viajó a Vaticano el 7 de mayo de 1986 junto al cantante americano James Brown y a su mujer Adrienne Rodríguez para entregar el óleo "El Descenso de Cristo". Volvió una tercera vez, el 10 de febrero de 1988, y presentó a Su Santidad la obra "Virgen de Macarena" junto al torero Dámaso González.
En 1990, el Ayuntamiento de Verona llamó a Montanari para que representara España en la pintura en ocasión de los Mundiales de Fútbol y el pintor decidió presentar una serie de obras con el título "España a Verona" en la que insertaba sujetos españoles en paisajes veroneses.
En 2003, en su estancia en Estepona Montanari tuvo un derrame cerebral que le paralizó los ojos y en aquella ocasión los médicos dijeron que no iba a sobrevivir y que si lo hubiese conseguido se habría quedado un vegetal. Tras varias operaciones a los ojos (rechazó las últimas cuatro) y contrariamente a lo previsto, Montanari como los toros de sus cuadros se levantó otra vez y volvió a pintar. 
En 2004 fue nombrado presidente de la Comisión Crítica de la Región Veneto para la Academia "Antonio Canova" que dirigió por tres años hasta 2007.

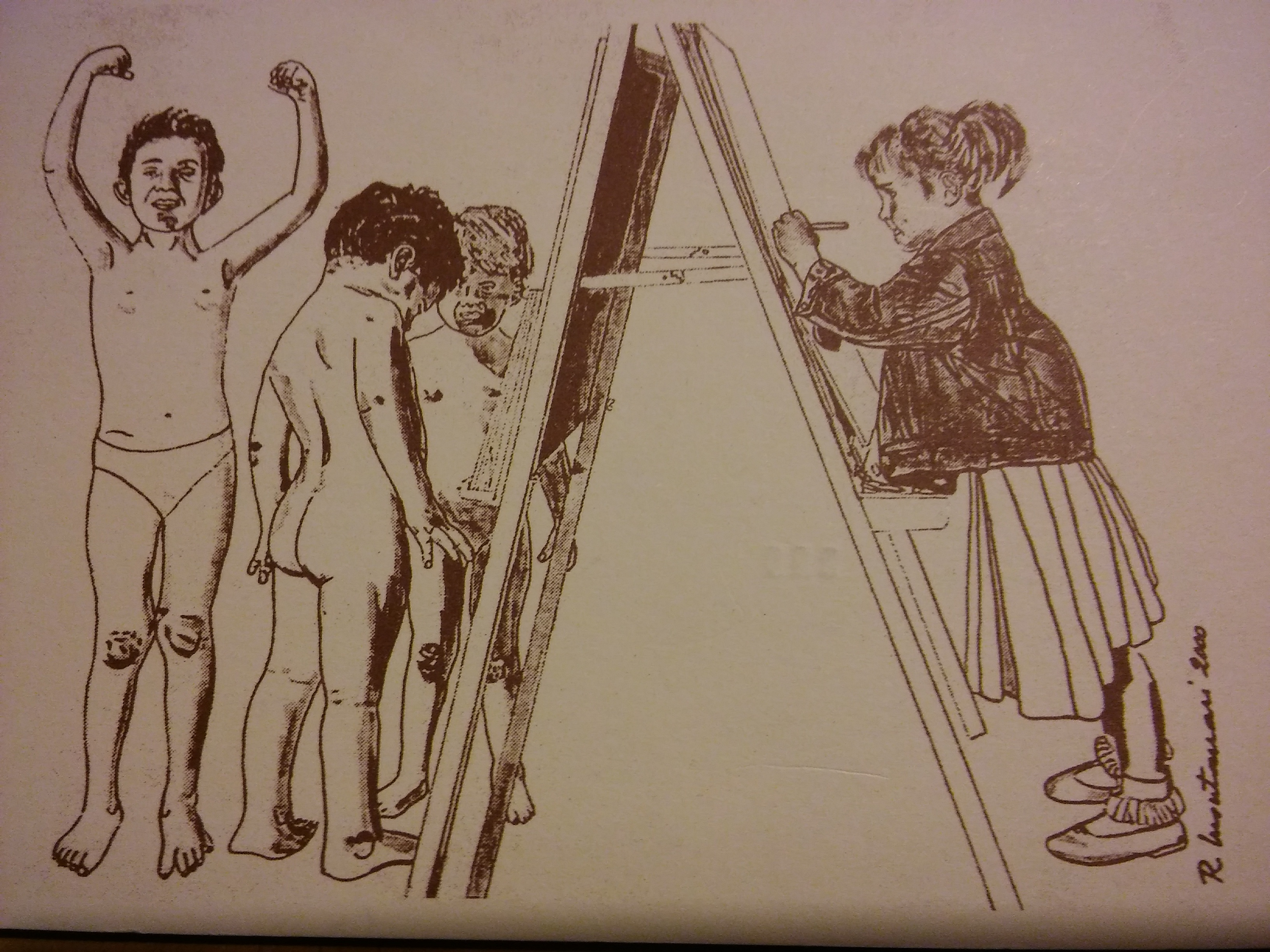
Obra de Montanari ganadora del premio "Arte e Lavoro" y utilizada para la cancelación filatélica por "Poste Italiane"

Siempre en 2004, en ocasión del Premio "dell'Arte e del Lavoro", Poste Italiane creó una cancelación filatélica con una obra de Roberto Montanari.
En el año 2008 fue elegido director artístico para el Premio "Michelangelo Buonarroti" en Roma "por su notable talento artístico y cultural".
El 19 de julio de 2017 para sus 80 años, Roberto Montanari fue invitado por el alcalde de Vicenza en Palazzo Trissino para un homenaje y en aquella ocasión el pintor donó a su ciudad de adopción el cuadro "El Toro en el Encierro" de 1997.
Vivió entre España e Italia hasta su muerte, el 10 de agosto de 2017, en la "noche de San Lorenzo". Fue una muerte inexplicable a la que ni siquiera los doctores consiguieron dar una respuesta. Lo que se piensa es que Roberto Montanari a sus 80 años, recién cumplidos (el 19 de julio), se haya "dejado" morir porque se sentía incapaz de pintar como una vez. De hecho, la pintura era para él una necesidad y él vivía porque vivían sus toros. «Yo soy como los toros que pinto, me levanto siempre hasta la muerte» solía decir.
En julio de 2018, después de menos de un año de su muerte, el Ayuntamiento de Estepona decidió dedicarle un vial ciudadano.
El 16 de marzo de 2019 el Ayuntamiento de Vicenza organizó en el museo cívico de Palazzo Chiericati un concierto en su memoria con el título "Viaje en la España del pintor Montanari" acompañado por una película sobre la vida del artista y por algunas de sus obras expuestas junto a las del Tiepolo.

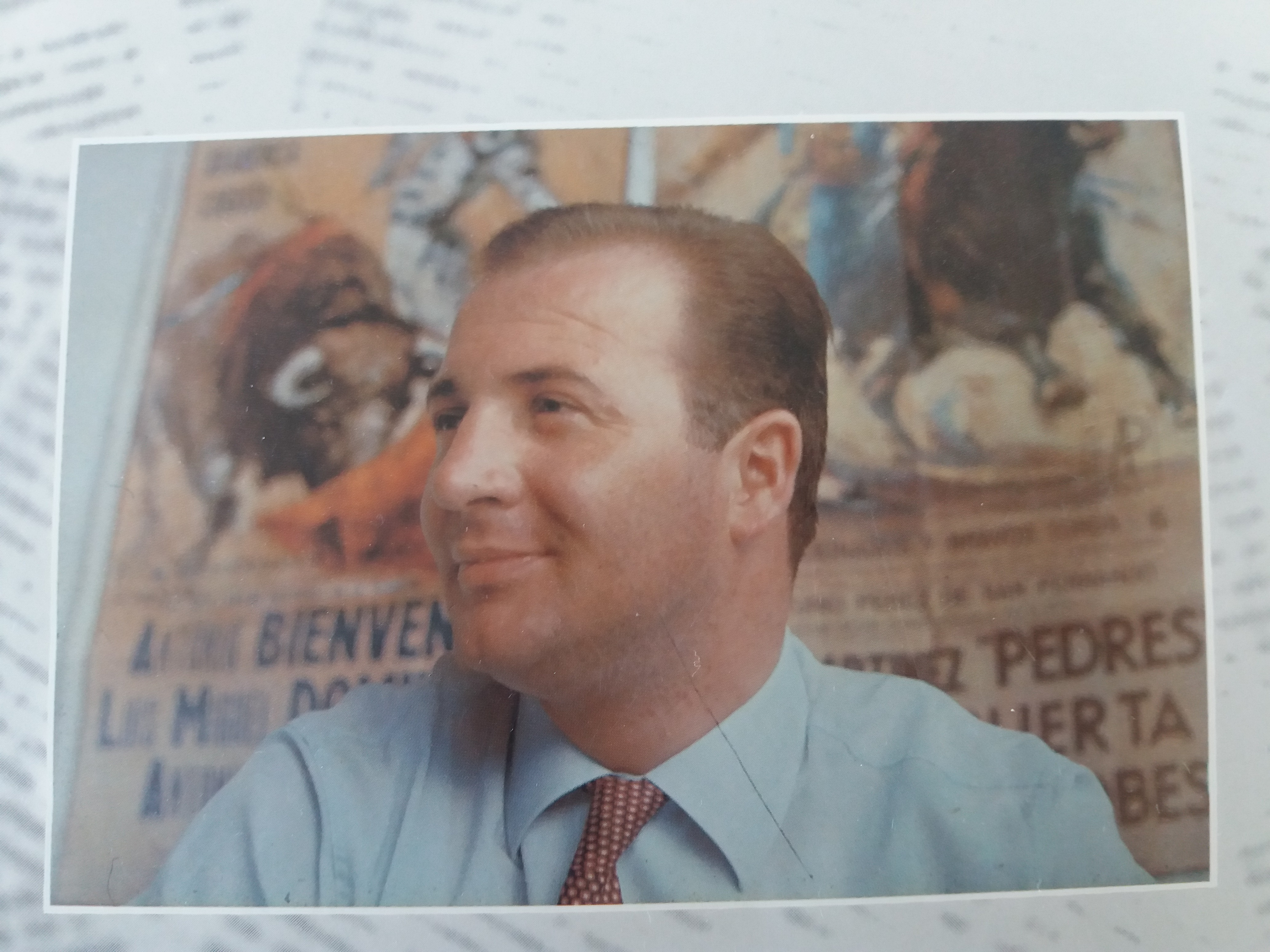

Roberto Montanari está enterrado en el cementerio monumental de Vicenza.

## Pintura
En su primer período, la pintura española es la que más influye en la obra de Montanari, pero dentro de poco encuentra su camino elaborando su estilo personal. Él mismo prepara sus colores y utiliza y pinta materiales distintos con varias formas. Al principio, en los años Sesenta, empieza dibujando con la tinta china, para luego pasar a la pintura al óleo y, más tarde, a la pintura acrílica.  Los sujetos que prefiere son las calles andaluzas con el sol al cenit y sin alguna persona en absoluto, escenas taurinas en las que destacan, por ejemplo, toros en el campo u en la playa, toros con caballos, toros que corren levantando siempre un polvo fino que incrementa la idea del movimiento.
En su obra se pueden individualizar varios períodos.

### Paisajes debajo del agua
Estos pertenecen al periodo del tumor cerebral de Montanari y son paisajes completamente rodeados del agua en los cuales predomina el color azul.

### Sombras
Se trata de siluetas de bailarinas, de toros, etc. totalmente negras e insertadas en un fondo de colores violentos como el fucsia o el rojo.

### Recovecos
Montanari llamó a estos cuadros "fessure" y son dibujos de paisajes pintados hasta en un centímetro de anchura y la impresión que dan es como si se les estuviera viendo desde un agujero de una ventana.

### Colores fuertes al neón
En este periodo Montanari utiliza colores fluorescentes.

### Perfiles
Roberto Montanari estuvo siempre fascinado por los perfiles de las personas y pintó miles de personajes importantes de todos los ámbitos y muchos de ellos agradecieron directamente al pintor.

## Obra
Una de las obras notables de Montanari es "La Última Cena". El pintor italiano es el tercero del siglo XX que se atreve a pintar este tema, pero Montanari rompe la simetría clásica de la figura de Jesús al centro y el mismo número de apóstoles a los dos lados que incluso Dalí había respetado. La tela mide 220cm×140cm y fue pintada en 1990 tras varios meses de trabajo. La escena se compone en tres planos y en el segundo se observan las figuras clásicas de Jesús y los apóstoles con 2 apóstoles más a la derecha. Frente a la mesa se encuentran 4 niños con alas de ángel en el centro comiendo el pan que se ha caído de la mesa. A su izquierda se pueden observar una vieja pobre sentada en el suelo que no tiene nada para comer y un religioso de una congregación, de rodillas; a su derecha se encuentra un juez y varios árabes. Detrás de la mesa hay cuatro estatuas: a la derecha hay dos estatuas clásicas, una antes de Cristo y otra después de Cristo, y que representan el pasado; una al centro boca abajo que representa el presente y a la izquierda una estatua tapada que es el futuro. En el fondo el cielo está oscuro con el humo de los pozos de petróleo que queman y hay un alambre de espino detrás del cual se encuentran El grito de Munch, la Muerte y un terrorista. A la espalda de Jesús están el Papa Juan Pablo II y la Virgen. Montanari pintó "La Última Cena" antes que estallaran los pozos de petróleo, del terrorismo, de Manos Limpias (el juez), de la crisis económica (la vieja), de la santificación del Papa y del los problemas relacionados al islam (los árabes) y todos estos son sujetos que están representados en la obra.

## Otras actividades artísticas
En la segunda mitad de los años Setenta Montanari utilizó unos dibujos suyos que representaban el Encierro de San Fermín y toros para realizar prendas de vestuario, como pañuelos, camisetas y vestidos y también cortinas. Además, en el mismo periodo dibujó la firma para una casa de moda de la época: "Simon".
En los Ochenta pintó vajilla con el tema del toro y realizó corbatas de seda pura con dibujos de calles andaluzas y bailarinas de flamenco.
En 1994 Roberto Montanari publicó la monografía "110 e lode...profili di Roberto Montanari 'El Pintor de los Toros' ".

## Exposiciones
- Instituto italiano de cultura, Colonia, Alemania 1970
- Galería de arte "Weirschem" Luxemburgo 1970
- Galería de "Jules Sales" Nimes, Francia 1971
- Villa Cordellina Lombardi, Montecchio Maggiore,Vicenza,Italia 1982
- Museo "Casa Giorgione", Castelfranco Veneto, Treviso, Italia 1988
- Palazzina Mangani, Fiesole, Florencia, Italia, 1990, exposición de arte contemporánea para el hospital de Chacas, Perú
- Palacio del Podestà, Faenza, Italia 1991
- Palacio Piazzoni, Vittorio Veneto, Italia 1991
- Rocca Paolina, Perugia, Italia 1993
- Palacio Datini, Prato, Italia 1995
- Museo Municipal de Albacete, Albacete, España 1996
- Teatro Comunal de Sogliano al Rubicone, Italia 1997
- Casa de la cultura Benalmádena, España 1998
- Basílica de los Santos Apóstoles, Milán, Italia 1999
- Palacio Barberini, Roma, 2004
- Forte San Gallo, Nettuno, Italia 2004[23]
- Palacio de Congresos, Estepona, Málaga, España 2005
- Ex Iglesia Anglicana, Alassio, Italia 2007[24]
- Palacio Valentini, Roma 2009, organizada por Nicola Zingaretti,[25]
- Casa Guerrini, Ravenna, Italia 2009[26]
- Basílica Palladiana, Vicenza, Italia 2020[27][28]

## Honores
- Académico de Italia con medalla de oro de la Academia de Arte, Letras y Ciencias, 1978
- Académico benemérito de la Academia Universal Marconi de Roma
- Caballero Orden al Mérito de la Républica italiana por benemerencias artísticas, 2009[29][30]
- Profesor Académico H.C. al mérito de la cultura internacional, Soberana Orden de San Juan en Jerusalém Caballeros de Malta, Academia Internacional Artístico literaria "Ciudad de Boretto"

## Distinciones
- Título de Señalación de felicitación por la participación a la Bienal de Venecia, 1974
- Premio Schuberth, 1974, región Lazio
- Premio Internacional "Airone d'Oro", 1975, Recoaro Terme[31]
- Premio Riccione para el espectáculo, 1975, Riccione
- Medalla de Oro al mérito del trabajo, Presidencia Nacional A.N.I.O.C., 1975
- Primer Premio "Ulivo d'argento", 1979, Academia Hera Lacinia
- Premio Internacional "Galileo d'Oro" de U.I.V.A.P., 1980
- Premio "leonardo Da Vinci", 1982
- Premio Radio Montecarlo, 1983
- Europremio, 1992
- Premio "Città del Palladio", 1993, Vicenza
- Premio Artista del Año, 1998, Florencia
- Título de Mérito, 1999, U.N.C.I. (Unión Nacional Caballeros de Italia)
- Premio Persolidad Europea, 2004, Roma Campidoglio
- Premio "Il Cavalletto d'argento", 2004, Roma Campidoglio
- Premio por benemerencias artísticas, 2004, Florencia
- Croce di benemerenza con medaglia d'oro Custodia del Grifo Arciere, 2004 Latina
- Premio "Arte e Lavoro", 2004, Roma
- Premio International artístico  "Antonio Canova", certificado de honor y mérito, 2005
- Arista del año, 2005, región Toscana
- Premio a la trayectoria, 2007, Academia Universal "Antonio Canova", Palinuro
- Premio "Michelangelo Buonarroti", 2008, Palinuro, Salerno

#### sitio web
- www.robertomontanari.com.

#### artículos
- «Tori, toreri e paesaggi nel caldo clima iberico», La Stampa, 29 de diciembre de 1982
- «Il mito di toreri e corride nelle visioni di Montanari», La Stampa, 4 de agosto de 1984
- «El Pintor de los Toros», revista "Il Cavaliere d'Italia" periódico nacional de l'UNCI, N.50, página 21, diciembre de 2017
- «Un strada dedicata all'artista Roberto Montanari», "La Voce d'Italia", 26 de julio de 2018
- «Roberto Montanari, spanischer Maler wurde in Italien geboren», Spanien-abc
- «Un altro artista se ne va: è morto Montanari», PressReader, 12 de agosto de 2017
- https://www.ilpopoloveneto.it/uncategorized/2018/07/31/64786-in-spagna-dedicata-una-strada-al-vicentino-roberto-montanari-el-pintor-de-los-toros Archivado el 29 de junio de 2020 en Wayback Machine.
- http://247.libero.it/lfocus/36000384/1/dedicata-una-strada-in-spagna-a-roberto-montanari-el-pintor-de-los-toros/
- https://www.diariosur.es/marbella-estepona/calle-honor-pintor-20180723000431-ntvo.html
- https://www.ilgiornaleitaliano.net/giornale/numero_136_2018.pdf Archivado el 26 de junio de 2020 en Wayback Machine.
- https://www.army.mil/article/217910/out_about_in_italy

- Datos: Q63226476

[[Categoría:]]